# Prangos persicus
Prangos persicus är en flockblommig växtart som beskrevs av Pierre Edmond Boissier. Prangos persicus ingår i släktet Prangos och familjen flockblommiga växter. Inga underarter finns listade i Catalogue of Life.